# Amarok (album)
Amarok is een album uit 1990 van de Britse musicus Mike Oldfield; het wordt door velen als zijn meest eigenzinnige beschouwd.

## Achtergrond
Het album is met name ontstaan uit frustratie over de behandeling die Oldfields toenmalige platenmaatschappij Virgin Records aan de werken van Oldfield gaf. Virgin wilde Oldfields albums nooit goed promoten en investeerde meer in commerciëlere artiesten. Zelfs toen Oldfield gehoor gaf aan de verzoeken van Virgin en de wat meer commerciële albums QE2 (1980) en Earth Moving (1989) uitbracht, liet Virgin deze albums nagenoeg links liggen.
Amarok bevat diverse 'pesterijen' naar Virgin. Zo is het album opgebouwd als één enkel doorlopend nummer van een uur lang, waardoor integrale uitzending op de radio problematisch wordt. Ook lopen de thema's zo in elkaar over dat het vrijwel onmogelijk is er een afgeronde single uit te halen. Daarnaast is er een 'geheime boodschap' in opgenomen waarvoor Oldfield 1000 pond uitloofde aan de eerste ontdekker, dit om zelf het album te promoten. Rond minuut 48 staat in morsecode de tekst "Fuck off RB", verwijzend naar Richard Branson, de baas van Virgin. Ook staat op de hoes de tekst: "HEALTH WARNING - This record could be hazardous to the health of cloth-eared nincompoops. If you suffer from this condition, consult your Doctor immediately". (Vertaling: "GEZONDHEIDSWAARSCHUWING - Deze plaat kan gevaarlijk zijn voor de gezondheid van hardhorende uilskuikens. Als u lijdt aan deze kwaal, raadpleeg dan onmiddellijk uw arts.")
Het album was oorspronkelijk gepland als een vervolg op Ommadawn (1975). Aan Amarok werkten veel van dezelfde artiesten mee die aan Ommadawn meewerkten en veel van dezelfde instrumenten werden gebruikt. Oldfield wilde ook wel een vervolg op zijn succesalbum Tubular Bells (1973) maken, maar wilde eerst wat experimenteren met een vervolg op een minder bekend album. Gekozen werd voor een vervolg op Ommadawn, een van Oldfields albums waar Oldfield zelf altijd het meest tevreden over is geweest. Uiteindelijk werd Amarok echter meer een opzichzelfstaand album, met over het geheel een andere stijl dan de stijl van Ommadawn. Verder gunde Oldfield Virgin geen tweede succesalbum en stelde hij Tubular Bells II uit tot hij een andere platenmaatschappij had. Oldfield zag Amarok gedeeltelijk als afscheid van Virgin, hoewel hij erna op die platenmaatschappij contractueel nog één album moest uitbrengen. Dit werd het album Heaven's Open uit 1991. Tubular Bells II werd in 1992 uitgebracht op Warner Music. Het album Return to Ommadawn, een daadwerkelijk vervolg op Ommadawn, verscheen in 2017.
Opmerkelijk is dat hoewel Oldfield op Amarok veel dezelfde instrumenten gebruikt als op eerdere werken, hij de namen hiervan in de instrumentenlijst bij het album soms vermijdt. Zo gebruikt hij de term "long thin metallic hanging tubes" in plaats van tubular bells. Daarnaast worden ook onconventionele 'instrumenten' als een stofzuiger en schoenen gebruikt.

## Verhaal in cd-boekje
In het cd-boekje staat een kort verhaal geïnspireerd door de muziek. Het verhaal werd geschreven door William Murray, die een vriend en medewerker van Oldfield was. Murray heeft ook de cover van Amarok ontworpen (de foto van Oldfield op de cover is genomen door Murray, in een poging de cover van Ommadawn te hercreëren). Tegenwoordig leeft hij niet meer.
Het verhaal gaat over twee mannen die op zoek gaan naar een legendarisch gouden standbeeld. Het standbeeld schijnt eigenlijk geen standbeeld te zijn, maar is evenmin een mens. Het zou een geluid produceren, of meerdere verschillende geluiden. De twee mannen vinden het 'standbeeld', een enorm lange gestalte, in een grote krater. De beide mannen nemen de gestalte en de geluiden die deze produceert op verschillende manieren waar.
Men zou kunnen stellen dat dit deels het thema van Amarok is: wat de een hoort, kan de ander op een heel andere manier horen, maar niettemin is het uiteindelijke resultaat muziek in wat voor vorm dan ook. Op het album komen veel vreemde geluiden voor.
Bij de geremasterde editie uit 2000 van Amarok is het verhaal van Murray weggelaten. Het volledige verhaal is hier te lezen (in het Engels).

## Betekenis van de titel
De betekenis van het woord "amarok" is onduidelijk. Oldfield heeft zelf gezegd dat het niet echt iets betekent in het bijzonder, maar dat het klinkt als "am a rock", als in "I am a rock" ("ik ben een rots"). Dit zou iets kunnen zeggen over Oldfields aard: zichzelf niet willen veranderen om trends te volgen en niet willen doen wat anderen al hebben gedaan.
"Amarok" zou ook een verbastering kunnen zijn van woorden uit het Iers-Gaelisch (net als "ommadawn"), die "morgen" en "blij" of "gelukkig" betekenen ("amárach" is het Iers-Gaelische woord voor "morgen"). Het woord "happy" ("blij" of "gelukkig") wordt verscheidene malen uitgesproken op het album.
Verder zou "amarok" afgeleid kunnen zijn van "amaroq", het Inuit-woord voor "wolf". Oldfield zou hierover gehoord hebben in een tv-programma over wolven.

## Stijl
Amarok was, in tegenstelling tot een aantal voorgaande albums, weer een meer akoestisch album van Oldfield. Dit komt waarschijnlijk door de invloed van producer Tom Newman, die Oldfield aanmoedigde om meer gebruik te maken van zijn muzikale bekwaamheid, in plaats van in zijn muziek veel met computers te doen (zoals op het voorgaande album Earth Moving). Dit verklaart waarom in de instrumentenlijst in het cd-boekje staat "Not much synth at all really" ("Helemaal niet zoveel synthesizers, eigenlijk"). Het meeste op Amarok is dan ook met de hand gespeeld en het album bevat voornamelijk akoestische instrumenten.
Het album bevat een variatie aan muzikale stijlen. De muziek is een mix van rock, country, folk, ambient, blues en Afrikaanse, Spaanse en Indiase muziek. Amarok is, zoals de meeste van Oldfields albums, bovendien grotendeels instrumentaal.
De muziek is onvoorspelbaar en wordt soms plotseling onderbroken door harde en vreemde geluiden of krijgt ineens een heel andere wending. Over het algemeen is het album opgebouwd uit relatief korte thema's, waarvan sommige later op het album terugkeren. Het is moeilijk om heel duidelijke secties aan te geven. De sfeer is vaak maf en komisch, maar soms ook gevoelig of onheilspellend. Het ene moment is de muziek ingetogen en zacht, het andere moment pompeus. OOR's Pop-encyclopedie (versie 1993) noemt het album een verrassing in vergelijking met voorgaande albums.

## Commerciële ontvangst
Commercieel werd Amarok geen groot succes. Duitsland (veertien weken notering met nummer 16 als piekpositie), Oostenrijk (drie weken notering met nummer 23 als piekpositie) en Zwitserland (drie weken notering met nummer 30 als piekpositie) staken gunstig af bij Nederland (zeven weken notering met nummer 66 als piekpositie). In het Verenigd Koninkrijk haalde het album plaats 49 met twee weken notering.

## Trivia
- Als Amarok wordt afgespeeld in de mediaspeler Amarok verschijnt een speciaal venstertje met een bedankje.

## Instrumentenlijst
De instrumentenlijst zoals in het cd-boekje van Amarok:
- Bowed guitar
- Acoustic guitar
- Electric guitar
- 12 strings guitar
- Classical guitar
- Bass guitar
- Acoustic bass guitar
- Sitar guitar
- Glorfindel guitar
- Highly strung guitar
- Flamenco guitar
- Bazouki
- Mandolin
- Ukulele
- Steinway piano
- Banjo

- Farfisa organ
- Lowrey organ
- Shoes
- Hoover
- Glockenspiel
- Marimba
- Bodhrán
- Northumbrian bagpipes
- Clay drums
- Triangle
- Tambourine
- Wonga box
- Bell tree
- Sticks
- Finger cymbals
- Toy dog

- Melodica
- Chairs
- Psaltery
- Spinet
- Jew's harp
- Penny whistles
- Bass whistles
- Punch ball and club
- Spoons
- Referee's whistle
- Fingernails
- Pan pipes
- Glass of water
- Guitar tuner
- Violin
- Door

- Face slap
- Toothbrush and teeth
- Vox organ
- Fake radio
- Contents of Aeromodeller's toolbox
- Glass
- Hammer and bucket
- Fake firework
- Rototom
- Cabasa
- Bongos
- Orchestral bass drum
- Timpani
- Not much synth at all really
- Kalimba
- Long thin metallic hanging tubes

## Andere musici
- Clodagh Simmonds – zang
- Bridget St. John – zang
- Janet Brown – stem (Margaret Thatcher-imitatie)
- Paddy Moloney – uilleann pipes
- 'Afrikaanse musici' (georganiseerd door Julian Bahula)

Tubular Bells · Hergest Ridge · Ommadawn · Incantations · Platinum · QE2 · Five miles out · Crises · Discovery · The Killing Fields · Islands · Earth Moving · Amarok · Heaven's open · Tubular Bells II · The songs of distant earth · Voyager · Tubular Bells III · Guitars · The Millennium Bell · Tr3s lunas · Tubular Bells 2003 · Light + Shade · Music of the Spheres · Man on the Rocks · Return to Ommadawn ·